# نگ سی-یوئن
نگ سی-یوئن (吳思遠؛ زادهٔ ۱۹۴۴ میلادی) یک رزمی‌کار، کارگردان فیلم و تهیه‌کننده فیلم اهل چین است.
از فیلم‌ها یا مجموعه‌های تلویزیونی که وی در آن‌ها نقش داشته است می‌توان به بازی مرگ ۲ و نه عقب‌نشینی، نه تسلیم اشاره نمود.